# Heterostylum evenhuisi
Heterostylum evenhuisi är en tvåvingeart som beskrevs av Cunha och Lamas 2005. Heterostylum evenhuisi ingår i släktet Heterostylum och familjen svävflugor. Inga underarter finns listade i Catalogue of Life.